# Alex Hall
Alexander "Alex" Hall, född 21 september 1998, är en amerikansk freestyleåkare.
Hall tävlade för USA vid olympiska vinterspelen 2018 i Pyeongchang, där han slutade på 16:e plats i slopestyle. Vid olympiska vinterspelen 2022 i Peking tog Hall guld i samma gren.